# Associazione Calcio Sansovino 2005-2006
Questa pagina raccoglie le informazioni riguardanti l'Associazione Calcio Sansovino nelle competizioni ufficiali della stagione 2005-2006.

## Rosa
| N. |                   | Ruolo | Calciatore           |
| -- | ----------------- | ----- | -------------------- |
|    | Italia (bandiera) | A     | Marco Agostinelli    |
|    | Italia (bandiera) | A     | Teddy Bartoli        |
|    | Italia (bandiera) | C     | Alessio Bartolini    |
|    | Italia (bandiera) | P     | Massimiliano Benassi |
|    | Italia (bandiera) | C     | Filippo Borgogni     |
|    | Italia (bandiera) | C     | Cristiano Camillucci |
|    | Italia (bandiera) | C     | Lorenzo Del Sole     |
|    | Italia (bandiera) | A     | Nicola Falomi        |
|    | Italia (bandiera) | D     | Marco Francini       |
|    | Italia (bandiera) | D     | Daniele Grassi       |
|    | Italia (bandiera) | D     | Simone Marmorini     |
|    | Italia (bandiera) | C     | Matteo Nolè          |

| N. |                   | Ruolo | Calciatore           |
| -- | ----------------- | ----- | -------------------- |
|    | Italia (bandiera) | C     | Gabriele Pacciardi   |
|    | Italia (bandiera) | C     | Daniele Proietti     |
|    | Italia (bandiera) | D     | Valerio Quondamatteo |
|    | Italia (bandiera) | D     | Stefano Sottili      |
|    | Italia (bandiera) | D     | Federico Rossi       |
|    | Italia (bandiera) | A     | Lorenzo Tarpani      |
|    | Italia (bandiera) | C     | Davide Tedeschi      |
|    | Italia (bandiera) | A     | Mario Titone         |
|    | Canada (bandiera) | A     | Juan Paolo Uccello   |
|    | Italia (bandiera) | D     | Federico Viviani     |
|    | Italia (bandiera) | C     | Filippo Zacchei      |